# Mazen al-Hamada
Mazen al-Hamada (Deir ez-Zor, 3 juli 1977 – Saydnaya, 9 december 2024) was een Syrische activist uit Deir ez-Zor.
Al-Hamada werd internationaal bekend vanwege zijn strijd tegen het regime van president Bashar al-Assad en het blootleggen van de gruwelijke martelingen in Syrische gevangenissen. In 2011 sloot hij zich aan bij vreedzame protesten tegen het regime, waarbij hij aandacht vroeg voor politieke vrijheden en sociale gelijkheid.
In 2012 werd Mazen gearresteerd door de militaire inlichtingendienst, om vervolgens ruim anderhalf jaar gevangen te worden gehouden en gemarteld vanwege zijn deelname aan antiregeringsprotesten in het kader van de Arabische Lente in 2011. Tijdens zijn detentie onderging hij gruwelijke martelingen, waaronder fysiek en seksueel geweld, waaraan hij blijvende fysieke en mentale littekens overhield.
Nadat hij in 2013 was vrijgelaten, ontvluchtte hij Syrië en vroeg hij politiek asiel aan in Nederland. Tijdens zijn verblijf in Nederland gebruikte hij zijn getuigenissen om internationaal aandacht te vragen voor de misdaden van het regime en de mishandelingen die hij had ondergaan. Hij werkte samen met mensenrechtenorganisaties en getuigde in juridische zaken tegen Assad.
In 2020 keerde hij, onder dubieuze omstandigheden, terug naar Syrië in de hoop gevangenen te kunnen helpen, maar hij werd het slachtoffer van 'gedwongen verdwijning' nadat hij bij aankomst in zijn land door de Syrische inlichtingendienst op het vliegveld was gearresteerd.
Zijn lichaam, dat sporen van marteling vertoonde, werd in december 2024 gevonden in de gevangenis van Sednaya na de val van Damascus. 
Zijn dood werd een symbool voor de wreedheid van het regime en inspireerde nieuwe oproepen tot gerechtigheid.